# Rocky Lane
Rocky Lane es una localidad de Santa Lucía, que forma parte del distrito de Dennery.

## Toponimia
La localidad también es conocida por el nombre de Dennery by Pass/Rocky Lane.